# Ланнер, Катарина
Ка́тарина Ла́ннер (нем. Katharina Lanner; 14 сентября 1829, Вена, Австрия — 15 ноября 1908, Лондон, Великобритания) — австрийская балерина и балетмейстер.

## Биография
Катарина Ланнер — дочь австрийского композитора Йозефа Ланнера и его жены Франциски Янс. Окончила школу при Венской государственной опере. В 1845 году дебютировала в балете Антонио Герраса «Анжелика», в театре Ам Кэрнтнертор. Первой значимой ролью Катарины Ланнер стало амплуа Фенеллы в балете Даниэля Франсуа Эспри Обера «Die Stumme von Portici». Другими успешными ролями Катарины Ланнер были: роль Мирты в балете Адольфа Адана «Жизель» (1852), роль в балете Поля Тальони «Die verwandelten Weiber» (1853) и в балете «Тореадор» Антуана Бурновиля (1854).
После смерти матери в 1855 году Катарина Ланнер решила покинуть Вену, и уже в 1856 году сыграла роль в балете «Жизель», принёсшем ей успех. Важная часть её карьеры прошла и в таких городах, как Дрезден и Гамбург. Катарина Ланнер выступала как балерина и балетмейстер в Городском Театре Гамбурга. Там она поставила около десяти балетов. Среди них такие, как «Уриелла, демон ночи» (нем. Uriella, der Dämon der Nacht) (1862), «Севильская роза» (нем. Die Rose von Sevilla) (1862) и «Asmodeus oder Der Sohn des Teufels auf Reisen» (1863).
Четыре года спустя Катарина Ланнер оставила Гамбург и отправилась в турне по России и Скандинавии, а позже — в Бордо и Лиссабон. В 1872 году была на гастролях в Нью-Йорке. В 1875 году переехала в Лондон. Позже ездила на гастроли в Бельгию, Баден-Баден, Париж, Копенгаген и во второй раз в Америку. Под руководством Катарины Ланнер проходили все балеты лондонского музыкального театра Друри-Лейн. К 1887 году стала балетмейстером нового Королевского театра. До 1897 года Катарина Ланнер осваивала свою профессию, после чего была принята туда на постоянную работу. Работая в Королевском театре она поставила около 33 балетов, и прославила Лондон, как сердце мирового балета. Прославленной лондонской балериной стала датчанка Аделина Жене.
С 1868 года Катарина Ланнер состояла в браке с танцмейстером Иоганном Баптистом Альфредом Карлом Виктором Геральдини. Позже их брак был расторгнут. В браке имела троих дочерей: Катарину, Альбертину и Софию, позже ставшую известной арфисткой.